# 劳鲁-迪弗雷塔斯
劳鲁-迪弗雷塔斯（葡萄牙語：Lauro de Freitas）是巴西巴伊亚州的一个市镇。总面积59.905平方公里，总人口156936人，人口密度2619.7人/平方公里。